# Сырецкий парк
Сырецкий парк (изначальное название Парк им. 40-летия Октября) — киевский парк в районе Сырец по Парково-Сырецкой ул., 2.

## История
Парк им. 40-летия Октября был разбит в 1957 году на месте пустыря возле детской железной дороги, открытой 2 августа 1953 года. Изначально ДЖД была в форме петли со станциями «Комсомольская», «Пионерская», и «Техническая». В парке есть большой виадук через овраг, высотой 19,6 метров и длиной 100 метров. В 1960-е годы закрыли станцию «Комсомольская», а севернее от неё построили станцию Яблонька.
На входе в парк стоит Памятник узникам Сырецкого концлагеря работы скульптора А. Левича, архитектора Ю. Паскевича, и конструктора Б. Гиллера, открытый в 1991 году. Несмотря на то, что на памятнике написано «На этом месте во время немецко-фашистской оккупации за решеткой Сырецкого концлагеря замучены десятки тысяч советских патриотов», сам памятник расположен не там, где ранее был концлагерь (он был за пределами Сырецкого парка, где впоследствии построили жилой комплекс «Golden Park» (дом № 4Б).